# Маркел
Маркел (на латински: Marcellus von Ancyra; † 374) е епископ на Анкира в Галация през 4 век.

## Религиозна дейност
Маркел е привърженик на монотеизма. През 314 г. участва в Анкирския събор, а през 325 г. в Първия Никейски събор, където заедно с Атанасий се противопоставя на арианите. През 335 г. е изгонен като еретик от събора в Тирос от Евсевий Никомидийски. Негов наследник като епископ става през 336 г. Басилий от Анкира.
След смъртта на Константин Велики Маркел пътува до западната част на територията на Константин II, който го включва в амнистията си от 17 юни 337 г. Понеже му е отказано да отиде в източната част на империята, той се отправя към Юлий I, който го признава за православен. Една епископска конференция от края на 340 г. в Рим реабилитира Макрел.
През 342/343 г. неговото признаване в западната църква е признато на църковния събор в Сердика. През 345 г. в Сирмиум Макрел защитава ученика си Фотин (Photinus) и губи доверието на Атанасий. Макрел не получава повече своята епископия и умира през 374 г. След неговата смърт неговото учение е осъдено на Първия Константинополски събор 381 г.

## Произведения
- Markell von Ankyra, die Fragmente. Der Brief an Julius von Rom: Die Fragmente und der Brief an Julius von Rom. Herausgegeben, eingeleitet und übersetzt von Markus Vinzent. Brill, Leiden 1997.